# Пам'ятки Рівного
У місті Рівному нараховується 13 пам'яток історії, 12 пам'яток монументального мистецтва і 3 пам'ятки архітектури національного значення.

## Пам'ятки історії
| №  | назва | адреса                                                         |
| -- | --- | -------------------------------------------------------------- |
| 1  | Могила О. Г. Короленко — сестри письменника В. Г. Короленко                                                                 | вул. Київська, кладовище «Грабник»                             |
| 2  | Могила Г. П. Короленко — батька письменника В. Г. Короленко                                                                 | вул. Київська, кладовище «Грабник»                             |
| 3  | Могила Олеко Дундича | парк ім. Т. Г. Шевченка                                        |
| 4  | Братська могила воїнів Першої Кінної армії                                                                                  | вул. Дубенська, громадське кладовище                           |
| 5  | Могила комдива М. М. Богомолова                                                                                             | вул. П. Могили                                                 |
| 6  | Місце масових розстрілів фашистами радянських громадян                                                                      | вул. Київська, урочище «Сосонки»                               |
| 7  | Братські могила радянських воїнів                                                                                           | вул. Київська, кладовище «Грабник»                             |
| 8  | Братська могила радянських партизан                                                                                         | вул. Київська, кладовище «Грабник»                             |
| 9  | Братська могила радянських воїнів                                                                                           | вул. Київська, 71                                              |
| 10 | Меморіальне кладовище радянських воїнів та партизанВ нього входять:                                                         | вул. Дубенська                                                 |
|    | Могила Героя Радянського Союзу Н. Т. Приходька                                                                              | вул. Дубенська                                                 |
|    | Могила Героя Радянського Союзу Б. В. Федорова                                                                               | вул. Дубенська                                                 |
|    | Могила Героя Радянського Союзу В. Ф. Нефедова                                                                               | вул. Дубенська                                                 |
|    | Могила Героя Радянського Союзу С. Д. Осипова                                                                                | вул. Дубенська                                                 |
|    | Могила Героя Радянського Союзу І. Ф. Жукова                                                                                 | вул. Дубенська                                                 |
|    | Могила Героя Радянського Союзу М. В. Павлюченка                                                                             | вул. Дубенська                                                 |
|    | Могила Героя Радянського Союзу М. Є. Сухарєва                                                                               | вул. Дубенська                                                 |
|    | Могила Радянських танкістів П. І. Абрамова, А. А. Голікова                                                                  | вул. Дубенська                                                 |
|    | Могила партизана А. С. Качури                                                                                               | вул. Дубенська                                                 |
|    | Могила Героя Радянського Союзу А. В. Щербакова                                                                              | вул. Дубенська                                                 |
| 11 | Могила почесного громадянина м. Рівне Л. П. Дозорцевої                                                                      | вул. Дубенська                                                 |
| 12 | Військова ділянка на громадянському кладовищі                                                                               | вул. Дубенська                                                 |
| 13 | Братська могила радянських воїнів, партизан та Героя Радянського Союзу Г. М. Шевченка                                       | парк ім. Т. Г. Шевченка                                        |
| 14 | Будинок гімназії, де навчався у 1866–1871 рр. письменник В. Г. Короленко                                                    | вул. Драгоманова, 19                                           |
| 16 | Будинок, де розміщувався уїздний ревком                                                                                     | вул. 16 Липня, 4                                               |
| 17 | Будинок, де розміщувався оперативний відділ штаба Першої Кінна армія                                                        | вул.16 Липня, 26                                               |
| 18 | Будинок, де розміщувався штаб 36-го полку Першої Кінної армії                                                               | вул. Соборна, 18                                               |
| 19 | Будинок, де проживали підпільники І. І. Луц та А. В. Куреша                                                                 | вул. Яворницького, 15/17                                       |
| 20 | Будинок, де жив підпільник Н. М. Поцелуєв                                                                                   | вул. П. Могили, 45                                             |
| 23 | Будинок, де розміщувалась конспіративна квартира розвідника Героя Радянського Союзу М. І. Кузнєцова                         | вул. Дорошенка, 15                                             |
| 24 | Будинок, де розміщувалась конспіративна квартира розвідника Героя Радянського Союзу М. І. Кузнєцова                         | вул. П. Могили, 11а                                            |
| 25 | Будинок, де розміщувалась конспіративна квартира Героя Радянського Союзу М. І. Кузнєцова                                    | вул. Ясна , 55                                                 |
| 26 | Будинок, з якого був викрадений розвідник Героєм Радянського Союзу М. І. Кузнєцовим фашистський генерал фон Ільгєн          | вул. Лєрмонтова, 3                                             |
| 27 | Мем. дошка на честь страйку залізничників                                                                                   | Привокзальна площа                                             |
| 28 | Пам'ятний знак на місці бою радянських танкистів П. І. Абрамова та О. О. Голікова, з фашистськими загарбниками              | вул. Островського, 36                                          |
| 29 | Місце розстрілу радянських громадян фашистами                                                                               | вул. Соборна, 16                                               |
| 30 | Пам'ятник жертвам фашизму                                                                                                   | вул. Біла                                                      |
| 31 | Пам'ятник воїнам-землякам                                                                                                   | Вул. Новодвірська, 11                                          |
| 32 | Будинок, де розвідник Герой Радянського Союзу М. І. Кузнєцов здійснив замах на фашистським генералом Функом                 | вул. Шкільна, 1                                                |
| 33 | Місце масових розстрілів фашистами радянських громадян                                                                      | вул. С. Бандери                                                |
| 34 | Пам. знак на місці бою артилеристів під командуванням лейтенанта П. Г. Гончарова                                            | на розі вул. Соборної та вул. Млинівської                      |
| 35 | Місце страти членів підпільної організації                                                                                  | вул. Соборна, 57                                               |
| 36 | Пам'ятник жертвам фашизму                                                                                                   | вул. Соборна, 366                                              |
| 37 | Стела Героїв Союзу | Театральна площа                                               |
| 38 | Меморіальна дошка на будинку в якому знаходилась Військова Рада 13-й армії                                                  | вул. Хвильового,22                                             |
| 39 | Пам'ятник радянським воїнам, партизанам і підпільникам                                                                      | площа Перемоги                                                 |
| 40 | Пам'ятник на честь 30-ліття визволення Радянської України від фашистських загарбників                                       | вул. Соборна, 334                                              |
| 41 | Меморіальна дошка в'язням фашистських тюрем                                                                                 | вул. Соборна, 16                                               |
| 42 | Меморіальна дошка на честь льотчика-космонавта О. Г. Макарова (на школі, в якій він навчався у 1948–1951 рр.)               | вул. Маяковського, 13                                          |
| 43 | Будинок, який пов'язаний з роботою перших органів радянської влади в м. Рівне                                               | вул. Словацького, 7-а                                          |
| 44 | Меморіальна дошка на честь редакції газети «Волинь» та її співробітників Уласа Самчука та Олени Теліги                      | Театральна площа, 61                                           |
| 45 | Меморіальна дошка на честь українського поета, вченого, політичного діяча О. Ольжича-Кандиби                                | вул. Тополева, 28                                              |
| 46 | Пам'ятний знак на честь І. Носаля                                                                                           | вул. Шевченка (біля Успенської церкви)                         |
| 47 | Братські могили воїнів Радянської армії                                                                                     | вул. Дубенська, східна частина громадського кладовища          |
| 48 | Могили воїнів польських легіонерів                                                                                          | вул. Дубенська, північна частина громадського кладовища        |
| 49 | Братська могила радянських військовополонених                                                                               | вул. Дубенська, південно-східна частина громадського кладовища |
| 50 | Могила полковника армії УНР Тютюнника В. Н.                                                                                 | вул. Дубенська північно-східна частина громадського кладовища  |
| 51 | Могила Героя Радянського Союзу Н. С. Орлова                                                                                 | вул. Дубенська                                                 |
| 52 | Будинок, в якому перебували відомий український композитор М. В. Лисенко та академік М. Ф. Біляшівський                     | вул. Драгоманова, 17                                           |
| 53 | Будинок, в якому проживав І. М. Носаль                                                                                      | вул. Носаля,7а                                                 |
| 54 | Пам'ятний знак загиблим землякам                                                                                            | вул. Чорновола, 110а                                           |
| 55 | Пам'ятник воїнам-землякам (УПА)                                                                                             | вул. Басівкутська                                              |
| 56 | Пам'ятний знак на честь Т. Г. Шевченка                                                                                      | вул. Басівкутська                                              |
| 57 | Пам'ятний знак волинським чехам, які загинули у роки Другої світової війни                                                  | Перехрестя вулиць Соборна та Дубенська                         |
| 58 | Пам'ятний знак, присвячений 60-річчю депортації українців Холмщини, Підляшшя, Надсяння, Лемківщини зі своїх етнічних земель | Перехрестя вулиць Чорновола та Драгоманова                     |
| 59 | Пам'ятний знак на честь земляків, які загинули в роки Першої світової війни                                                 | вул. Біла                                                      |
|    | |                                                                |

## Пам'ятки монументального мистецтва
| №  | назва                                                                          | адреса                                        |
| -- | ------------------------------------------------------------------------------ | --------------------------------------------- |
| 1  | Пам’ятник розвіднику, Герою Радянського Союзу М.І. Кузнєцову                   | вул. Дубенська (кладовище)                    |
| 2  | Пам’ятник Б.Грушевському                                                       | вул. С. Михайловича                           |
| 3  | Пам’ятник поету Т.Г.Шевченку                                                   | парк культури та відпочинку ім. Т.Г. Шевченку |
| 4  | Пам’ятник Гулі Корольовій, яка загинула у 1942 р. у бою з фашистами            | вул. Чорновола, 45                            |
| 5  | Пам’ятник поету Т.Г. Шевченку                                                  | вул. Незалежності, 1                          |
| 6  | Пам’ятний знак на честь загиблих в локальних війнах                            | вул. Короленка, 8                             |
| 7  | Пам’ятник борцям за волю                                                       | вул. Соборна, 12-а                            |
| 8  | Пам’ятник працівникам міліції, які загинули при виконанні службових обов’язків | вул. Пушкіна, 4                               |
| 9  | Пам’ятний знак жертвам Чорнобильської катастрофи                               | ріг вул. Петлюри та вул. Мазепи               |
| 10 | Монумент Слави                                                                 | парк Перемоги                                 |
| 11 | Пам’ятник С. Петлюрі                                                           | вул. Петлюри, 1                               |
| 12 | Пам’ятник Климу Савуру                                                         | вул. Соборна, 16                              |
|    |                                                                                |                                               |

## Пам'ятки архітектури
| № п/п   | Найменування пам'ятки             | Датування | Місцезнаходження    | Охоронний номер та номер у комплексі |
| м.Рівне |                                   |           |                     |                                      |
| 1       | Гімназія (мур.)                   | 1839 р.   | вул.Драгоманова, 19 | 599 0                                |
| 2       | Успенська церква (дер.)           | 1756 р.   | вул.Шевченка, 113   | 1486 1                               |
| 3       | Дзвіниця Успенської церкви (дер.) | 1756 р.   | вул.Шевченка, 113   | 1486 2                               |

## Джерело
- Пам'ятки Рівненщини